# Gare de Bihoro
La gare de Bihoro (美幌駅, Bihoro-eki) est une gare ferroviaire du bourg de Bihoro, à Hokkaidō au Japon. La gare est exploitée par la compagnie JR Hokkaido.

## Situation ferroviaire
La gare de Bihoro est située au point kilométrique (PK) 206,1 de la ligne principale Sekihoku.

## Historique
La gare de Bihoro a été inaugurée le 5 octobre 1912.

## Service des voyageurs

### Accueil
La gare dispose d'un bâtiment voyageurs, avec guichets, ouvert tous les jours.

### Desserte
- Ligne principale Sekihoku :
  - voie 2 : direction Asahikawa et Sapporo
  - voie 3 : direction Memambetsu et Abashiri